# Leptothelaira longipennis
Leptothelaira longipennis là một loài ruồi trong họ Tachinidae.